# Montes Chin
Los montes Chin son un macizo montañoso al sudeste del Himalaya que conforma la frontera natural entre el noroeste de Birmania y el este de India. Los montes Chin están en contacto con los montes Lushai. La región está poblada principalmente por el pueblo Zo.

## Situación
Los montes Chin forman parte de la cadena montañosa formada por seis grupos de picos cónicos, de pendientes muy inclinadas y de valles profundos. Esta cadena está constituida, del norte al sur, por la meseta tibetana, en su parte india del Patkai en el Arunachal Pradesh, de los montes Naga en Nagaland, de los montes Chin, de los montes Lushai de Mizoram y finalmente, la más al sur, la cadena del Arakan. El Purvachal forma un arco cuya curvatura está orientada hacia el noroeste, y los Garo-Khasi-Jaintia del Meghalaya forman la parte más recta. 

## Medio ambiente
Una ecorregión se extiende sobre sus flancos hasta el canal de Arakan, el bosques de montaña de los montes Chin-Arakan Yoma.
- Datos: Q2597340
- Multimedia: Chin Hills / Q2597340